# Къпане в морето (филм, 1896)
„Къпане в морето“ (на френски: Baignade en mer) е френски късометражен документален ням филм от 1896 година, заснет от режисьора Жорж Мелиес. Киноисториците смятат, че той е първият в историята на кинематографията римейк на друг филм, а именно на едноименната лента на братята Люмиер от предходната година. Кадри от филма не са достигнали до наши дни и той е считан за изгубен.